# Alejandro Encinas Rodríguez
Alejandro de Jesús Encinas Rodríguez (Ciutat de Mèxic, 13 de maig de 1954) és un polític mexicà, exmembre del Partit de la Revolució Democràtica i excap de Govern del Districte Federal.
Llicenciat en Economia per la UNAM el 1977, va ser candidat a presidir el seu partit durant les eleccions de 2008 on finalment se li va atorgar el triomf al seu principal adversari Jesús Ortega, després d'una renyida contesa. Posteriorment va ser diputat electe i coordinador del PRD en la Cambra de diputats per la LXI Legislatura.
Des de 2012 és Senador de la República per l'Estat de Mèxic en la LXII Legislatura.
El 25 de setembre de 2015, en el context de les Eleccions al Parlament de Catalunya de 2015, va públicar una carta en la qual donava suport a la "lliure determinació" de Catalunya.